# Stretford
Pour les articles homonymes, voir Dudley (homonymie).
Ne doit pas être confondu avec Stratford, qui a la même étymologie.
Stretford est une ville du comté de Grand Manchester, en Angleterre située entre la rivière Mersey et le canal de Manchester.
Selon le recensement 2001 la ville comporte 37 455 habitants.
Le stade d'Old Trafford où réside le club de football de Manchester United, est situé dans la ville de Stretford depuis 1910. 
Parmi ses résidents célèbres, on trouve la femme politique Emmeline Pankhurst, le peintre Laurence Stephen Lowry et les chanteurs Andy Gibb, Morrissey, Ian Curtis et Jay Kay.